# Baterie de nichel-hidrură metalică

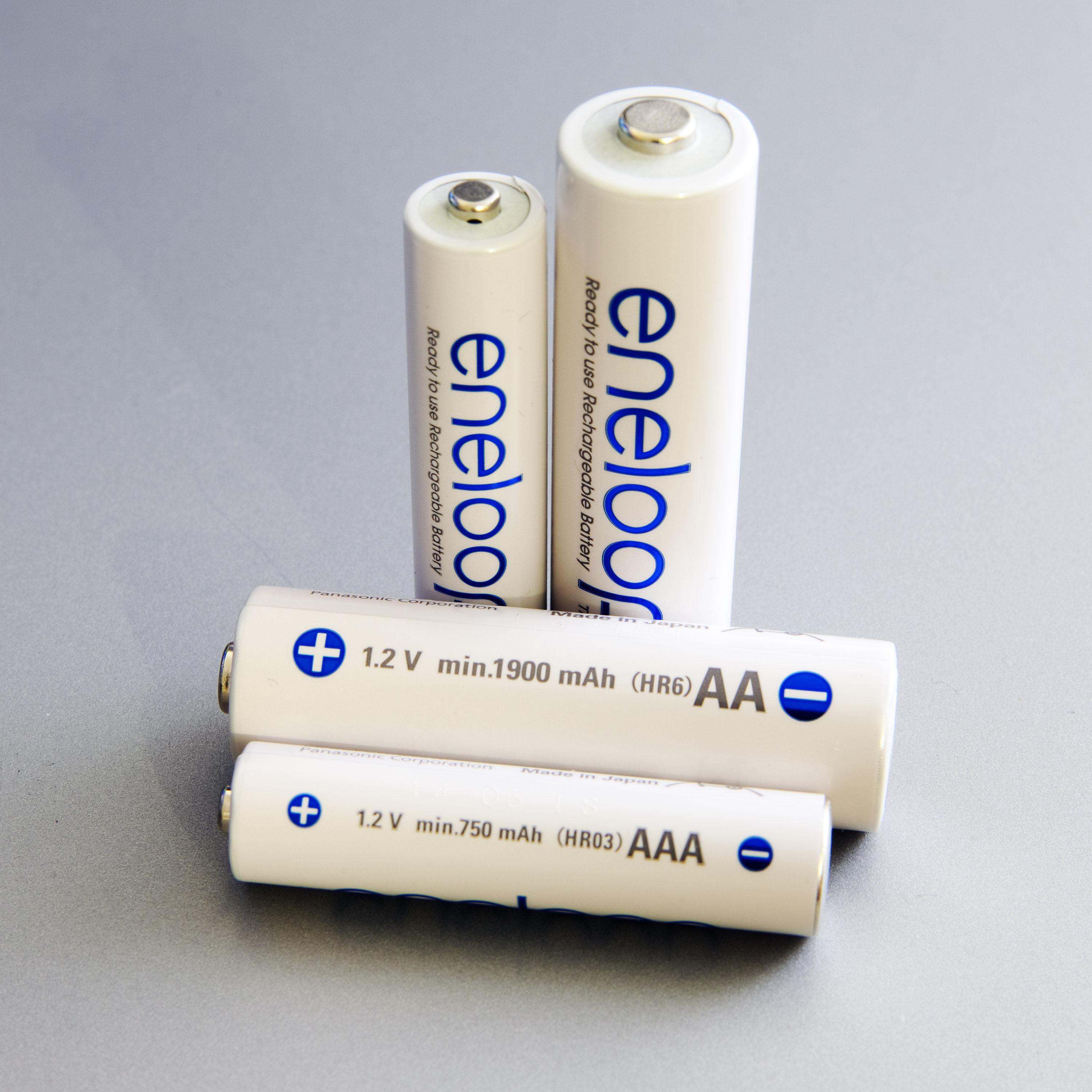
Exemple de baterii Ni-HM moderne: AA, AAA

Bateriile de nichel și hidrură metalică (denumite și baterii nichel-metal-hidrură, abreviate NiMH sau Ni-MH) sunt un tip de baterii reîncărcabile. Reacția chimică ce are loc la electrodul pozitiv este similară cu cea care are loc în cazul bateriilor de nichel-cadmiu (NiCd), ambele tipuri utilizând oxi-hidroxidul de nichel (NiOOH). Cele două diferă prin natura electrozilor negativi, în cazul NiMH utilizându-se un aliaj absorbant de hidrogen în locul cadmiului metalic. 